# Жупаније Хрватске
Жупаније Хрватске су примарна административна подјела Републике Хрватске. Откако су уведене 1992. године, Хрватске је подијељена на 20 жупанија и главни град Загреб, који има надлежности и правни статус и жупаније и града (одвојен од околне Загребачке жупаније). Од 2015. године, жупаније су подијељене на 128 градова и 428 (већином руралних) општина.

## Жупаније
| Жупанија               | Сједиште       | Површина  | Становништво (2011) | БДП по глави ст. (€; 2013) | Грбови                                             | Координате                                             |
| ---------------------- | -------------- | --------- | ------------------- | -------------------------- | -------------------------------------------------- | ------------------------------------------------------ |
| Бјеловарско-билогорска | Бјеловар       | 2.640 km² | 119.764             | 6.838                      | alt = Coat of arms of Bjelovar-Bilogora County     | 45° 54′ 10″ N 16° 50′ 51″ E / 45.90278° С; 16.84750° И |
| Бродско-посавска       | Славонски Брод | 2.030 km² | 158.575             | 5.858                      | alt = Coat of arms of Brod-Posavina County         | 45° 09′ 27″ N 18° 01′ 13″ E / 45.15750° С; 18.02028° И |
| Дубровачко-неретванска | Дубровник      | 1.781 km² | 122.568             | 9.969                      | alt = Coat of arms of Dubrovnik-Neretva County     | 42° 39′ 13″ N 18° 05′ 41″ E / 42.65361° С; 18.09472° И |
| Истарска               | Пазин          | 2.813 km² | 208.055             | 12.711                     | alt = Coat of arms of Istria County                | 45° 14′ 21″ N 13° 56′ 19″ E / 45.23917° С; 13.93861° И |
| Карловачка             | Карловац       | 3.626 km² | 128.899             | 7.763                      | alt = Coat of arms of Karlovac County              | 45° 29′ 35″ N 15° 33′ 21″ E / 45.49306° С; 15.55583° И |
| Копривничко-крижевачка | Копривница     | 1.748 km² | 115.584             | 8.768                      | alt = Coat of arms of Koprivnica-Križevci County   | 46° 10′ 12″ N 16° 54′ 33″ E / 46.17000° С; 16.90917° И |
| Крапинско-загорска     | Крапина        | 1.229 km² | 132.892             | 6.380                      | alt = Coat of arms of Krapina-Zagorje County       | 46° 7′ 30″ N 15° 48′ 25″ E / 46.12500° С; 15.80694° И  |
| Личко-сењска           | Госпић         | 5.353 km² | 50.927              | 7.841                      | alt = Coat of arms of Lika-Senj County             | 44° 42′ 25″ N 15° 10′ 27″ E / 44.70694° С; 15.17417° И |
| Међимурска             | Чаковец        | 729 km²   | 113.804             | 8.481                      | alt = Coat of arms of Međimurje County             | 46° 27′ 58″ N 16° 24′ 50″ E / 46.46611° С; 16.41389° И |
| Осјечко-барањска       | Осијек         | 4.155 km² | 305.032             | 8.121                      | alt = Coat of arms of Osijek-Baranja County        | 45° 38′ 13″ N 18° 37′ 5″ E / 45.63694° С; 18.61806° И  |
| Пожешко-славонска      | Пожега         | 1.823 km² | 78.034              | 6.102                      | alt = Coat of arms of Požega-Slavonia County       | 45° 18′ 40″ N 17° 44′ 24″ E / 45.31111° С; 17.74000° И |
| Приморско-горанска     | Ријека         | 3.588 km² | 296.195             | 12.930                     | alt = Coat of arms of Primorje-Gorski Kotar County | 45° 27′ 14″ N 14° 35′ 38″ E / 45.45389° С; 14.59389° И |
| Шибенско-книнска       | Шибеник        | 2.984 km² | 109.375             | 8.051                      | alt = Coat of arms of Šibenik-Knin County          | 43° 55′ 44″ N 16° 3′ 43″ E / 43.92889° С; 16.06194° И  |
| Сисачко-мославачка     | Сисак          | 4.468 km² | 172.439             | 7.842                      | alt = Coat of arms of Sisak-Moslavina County       | 45° 13′ 15″ N 16° 15′ 5″ E / 45.22083° С; 16.25139° И  |
| Сплитско-далматинска   | Сплит          | 4.540 km² | 454.798             | 7.849                      | alt = Coat of arms of Split-Dalmatia County        | 43° 10′ 0″ N 16° 30′ 0″ E / 43.16667° С; 16.50000° И   |
| Вараждинска            | Вараждин       | 1.262 km² | 175.951             | 8.415                      | alt = Post-1992 coat of arms of Varaždin County    | 46° 19′ 16″ N 16° 13′ 52″ E / 46.32111° С; 16.23111° И |
| Вировитичко-подравска  | Вировитица     | 2.024 km² | 84.836              | 6.043                      | alt = Coat of arms of Virovitica-Podravina County  | 45° 52′ 23″ N 17° 30′ 18″ E / 45.87306° С; 17.50500° И |
| Вуковарско-сремска     | Вуковар        | 2.454 km² | 179.521             | 6.025                      | alt = Coat of arms of Vukovar-Srijem County        | 45° 13′ 43″ N 18° 55′ 0″ E / 45.22861° С; 18.91667° И  |
| Задарска               | Задар          | 3.646 km² | 170.017             | 8.173                      | alt = Coat of arms of Zadar County                 | 44° 1′ 5″ N 15° 53′ 42″ E / 44.01806° С; 15.89500° И   |
| Загребачка             | Загреб         | 3.060 km² | 317.606             | 7.781                      | alt = Post-1992 coat of arms of Zagreb County      | 45° 44′ 56″ N 15° 34′ 16″ E / 45.74889° С; 15.57111° И |
| Град Загреб            | Загреб         | 641 km²   | 790.017             | 18.132                     | alt = Coat of arms of the city of Zagreb           | 45° 49′ 0″ N 15° 59′ 0″ E / 45.81667° С; 15.98333° И   |

## Власт
Жупанијска скупштина је представничко и савјетодавно тијело у свакој жупанији. Заступници у скупштини се бирају сваке четврте године на изборима (пропорцијални систем са затвореном листом и Д’Онтов систем на локалним изборима.
На челу извршне власти у свакој жупанији се налази жупан, осим у Загребу гдје се на челу градске извршне власт налази градоначелник. Жупани (са два замијеника), градоначелник Загреба (са два замијеника) бирају се сваке четврте године већином гласова у јединицама локалне самоуправе, са системом двоструког круга уколико ниједан кандидат не добије потребну већину у првом кругу гласања. Жупани (са замијеницима) и градоначелник Загреба (са замијеницима) могу бити опозвани на референдуму. Управни органи жупаније су административна одјељења и службе која се успостављају за извођење радова у домену самоуправе жупаније, каоо и за спровођење радова државне управе пребачене на жупаније. Административним одјељењима и службама управљају руководиоци (директори) које именује жупан на основу јавног конкурса.
У свакој жупанији постоји Уред државне управе које обавља задатке Владе (под министарством управе). Предстојника Уреда државне управе, који је дипломирани правник, именује Влада (у Загребу је градоначелник одговоран за државну администрацију). Ове канцеларије (администрације) нису подређене жупанијским скупштинама или жупану, него непосредно држави.

## Финансије и задаци
Жупаније финансира Влада, али средства добијају и од послова у власништву жупанија, жупанијских пореза и жупанијских накнада. Жупанијски порези су петогодишњи порез на насљеђе и порез на поклон, порез на моторна возила, порез на пловило и порез на машине за аркадне игре.
Жупаније су задужене за обављање општих јавних административних услуга, за основно и средњошколско образовање, здравствену заштиту коју финансира Влада, социјалну заштиту, администрацију која се односи на пољопривреду, шумарство, лов, рибарство, рударство, индустрију и грађевинарство, као и друге услуге везене за економију на жупанијском нивоу, као и за управљање инфраструктуром путног саобраћаја и издавање грађевинских и локацијских дозвола и других докумената везаних за градњу у жупанијској надлежности, искључујући подручја великих градова и сједишта жупанија; Влада и мјесне (градске и општинске) владе могу вршити сваки од тих задатака на одговарајућим нивоима у складу са законом.
Удружење хрватских жупанија основано је 2003. године као оквир за међужупанијску сарадњу.